# Camponotus kollbrunneri
Camponotus kollbrunneri är en myrart som beskrevs av Auguste-Henri Forel 1910. Camponotus kollbrunneri ingår i släktet hästmyror, och familjen myror. Inga underarter finns listade.